# CamelPhat
I CamelPhat sono un duo di DJ e produttori discografici inglesi, composto da Dave Whelan e Mike Di Scala e formatosi a Liverpool nel 2006.
Dopo aver inizialmente pubblicato musica sotto vari nomi, Whelan e Di Scala sono saliti alla ribalta come CamelPhat nel 2017 con il singolo Cola, il quale ha raggiunto la posizione numero 1 nella classifica Dance Club Songs di Billboard nel novembre 2017,, la posizione numero 3 della UK Dance Chart e la posizione numero 18 nella Official Singles Chart.
I CamelPhat sono stati eletti nel 2018 miglior gruppo dance dell'anno dalla rivista DJ Magazine. Inoltre hanno vinto ai DJ Awards nel 2017 nella categoria "Track of the Year" (con Cola) e nel 2018 nella categoria "House Artist".

## Storia
Whelan e Di Scala (entrambi nati nel 1981) si conobbero nel 2002 in un negozio di dischi di Liverpool dell'etichetta discografica 3 Beat Records; entrambi erano disc jockey della città. Di Scala aveva precedentemente pubblicato musica come membro dei Rezonance Q (con Lee Butler e Les Calvert) e degli Ultrabeat (con Ian Redman e Chris Henry), nonché come solista usando lo pseudonimo Re-Con. Whelan ha tenuto vari DJ set nel suo nightclub Jubilee dal 2004; entrambi erano DJ resident al nightclub Society.
Whelan e Di Scala cominciarono a produrre insieme musica come membri della band The Chosen Few assieme a Les Calvert; il trio gestì anche l'etichetta discografica Adhesive, sussidiaria di All Around the World. La band The Chosen Few pubblicò nel 2004 una cover di Everybody Wants to Rule the World dei Tears for Fears e compose un remix della canzone originale per la ristampa del 2005 di Tears Roll Down (Greatest Hits 82–92).
Come duo, Whelan e Di Scala hanno pubblicato diversi remix e bootleg sotto vari nomi, tra cui The Bassline Hustlers, Men from Mars e Da Mode. Il loro primo singolo, pubblicato nel 2006 sotto il nome di Pawn Shop, fu Shot Away, basato su un campionamento di Gimme Shelter dei Rolling Stones. In seguito pubblicarono molti altri singoli come Whelan & Di Scala su varie etichette, tra cui la Bachelor Pad Recordings (gestita da loro stessi), e usando anche altri alias, tra cui Wheels & Disco, Mancini e Shake n' Jack.
Nel 2010 il duo pubblicò le loro prime registrazioni come CamelPhat sulla loro etichetta Vice Records. Come CamelPhat il duo inizialmente indossava maschere da wrestling per nascondere la propria identità perché "volevano solo che fossero le persone a giudicare la musica e non noi". Nel 2011 Whelan e Di Scala divennero proprietari della discoteca Mansion di Liverpool. Il duo ha pubblicato numerosi singoli ed EP su varie etichette discografiche e alcune canzoni dei CamelPhat sono apparse nelle classifiche Ultratop in Belgio, tra cui The Act ( Spinnin' Deep, 2014), Paradigm featuring A*M*E (Axtone, 2015), Constellations (Spinnin' Deep, 2015), Make 'Em Dance dall'EP Light Night (Suara, 2016) e Hangin' Out with Charlie dall'EP Hangin' with Charlie (Suara, 2017).
I CamelPhat ottennero il successo internazionale con il singolo Cola (Defected, 2017), prodotto in collaborazione con il cantante Elderbrook, che raggiunse la posizione numero 1 nella classifica statunitense Dance Club Songs di Billboard e venne nominato come migliore registrazione dance ai Grammy Awards 2018. Seguirono altri singoli di successo nel Regno Unito, come Panic Room in collaborazione con Au/Ra (Loudmouth Music, 2018) e  Breathe in collaborazione con Cristoph e Jem Cooke (Pryda Presents, 2018). Nel dicembre 2018 i CamelPhat firmarono per l'etichetta RCA Records e pubblicarono diversi singoli, tra cui Be Someone con Jake Bugg (2019), Rabbit Hole con Jem Cooke (2019), For a Feeling con Artbat e Rhodes (2020) e Hypercolor con Yannis Philippakis dei Foals (2020).
Nell'ottobre 2020 i CamelPhat hanno pubblicato il loro primo album in studio Dark Matter, che ha raggiunto la posizione numero 23 nella Official Albums Chart, seguito nel settembre 2023 dal secondo album Spiritual Milk.

## Discografia

### Album
| Titolo         | Dettagli | Posizione massima | Posizione massima | Certificazioni        |
| Titolo         | Dettagli | UK                | IRE               | Certificazioni        |
| -------------- | --- | ----------------- | ----------------- | --------------------- |
| Dark Matter    | - Pubblicazione: 30 ottobre 2020 - Etichetta: Sony, CamelPhat - Formati: CD, LP, download digitale, streaming   | 23                | 39                | - Disco d'argento BPI |
| Spiritual Milk | - Pubblicazione: 15 settembre 2023 - Etichetta: Sony, CamelPhat - Formati: CD, LP, download digitale, streaming | —                 | —                 |                       |

### EP
- Global (2010) (come Whelan & Di Scala)
- Made in Italy (2010) (come Whelan & Di Scala)
- Kill the VIP (2010)
- Vice Summer 2011 (2011) (come Shake n' Jack)
- Outta Body (2012)
- Watergate (2012)
- One Hump or Two (2012)
- Art of Work (2015)
- Get Sick (2015)
- Light Night (2016)
- Higher (2016)
- Deets (2017)
- Hangin' with Charlie (2017)
- Gypsy King (2017)
- Monsters (2017)
- House Dawgs (2017)
- Bang 2 Drum (2017) (con Mat.Joe)
- Revisited (2017)
- Crystal Clear (2019) (con Riva Starr)

### Singoli
| Titolo                                                                     | Anno | Posizione massima | Posizione massima | Posizione massima | Posizione massima | Posizione massima | Posizione massima | Posizione massima | Posizione massima | Posizione massima | Certificazioni                                                                                    | Album          |
| Titolo                                                                     | Anno | UK                | UK Dance          | AUS               | BEL               | FRA               | GER               | IRE               | SCO               | US Dance          | Certificazioni                                                                                    | Album          |
| -------------------------------------------------------------------------- | ---- | ----------------- | ----------------- | ----------------- | ----------------- | ----------------- | ----------------- | ----------------- | ----------------- | ----------------- | ------------------------------------------------------------------------------------------------- | -------------- |
| Shot Away (come Pawn Shop)                                                 | 2006 | 100               | 26                | —                 | —                 | —                 | —                 | —                 | 83                | —                 |                                                                                                   | —              |
| Love Comes Quickly (come Whelan & Di Scala)                                | 2006 | —                 | —                 | —                 | —                 | —                 | —                 | —                 | —                 | —                 |                                                                                                   | —              |
| Teardrops (come Whelan & Di Scala feat. Nikki Belle)                       | 2007 | —                 | —                 | —                 | —                 | —                 | —                 | —                 | —                 | —                 |                                                                                                   | —              |
| Sunset to Sunrise (come Whelan & Di Scala feat. Nikki Belle)               | 2007 | —                 | —                 | —                 | —                 | —                 | —                 | —                 | —                 | —                 |                                                                                                   | —              |
| Never Let Go (come Whelan & Di Scala)                                      | 2008 | —                 | —                 | —                 | —                 | —                 | —                 | —                 | —                 | —                 |                                                                                                   | —              |
| Berlin (come Whelan & Di Scala)                                            | 2008 | —                 | —                 | —                 | —                 | —                 | —                 | —                 | —                 | —                 |                                                                                                   | —              |
| Outta Time (come Whelan & Di Scala feat. Abigail Bailey)                   | 2008 | —                 | —                 | —                 | —                 | —                 | —                 | —                 | —                 | —                 |                                                                                                   | —              |
| Discoshit (come Whelan & Di Scala)                                         | 2008 | —                 | —                 | —                 | —                 | —                 | —                 | —                 | —                 | —                 |                                                                                                   | —              |
| Sleepwalk (come Whelan & Di Scala)                                         | 2008 | —                 | —                 | —                 | —                 | —                 | —                 | —                 | —                 | —                 |                                                                                                   | —              |
| Waterfall (come Whelan & Di Scala con Oliver Lang)                         | 2008 | —                 | —                 | —                 | —                 | —                 | —                 | —                 | —                 | —                 |                                                                                                   | —              |
| Close My Eyes (come Whelan & Di Scala)                                     | 2008 | —                 | —                 | —                 | —                 | —                 | —                 | —                 | —                 | —                 |                                                                                                   | —              |
| Always on My Mind (come Wheels & Disco)                                    | 2008 | —                 | —                 | —                 | —                 | —                 | —                 | —                 | —                 | —                 |                                                                                                   | —              |
| Nu Skool (come Shake n' Jack)                                              | 2008 | —                 | —                 | —                 | —                 | —                 | —                 | —                 | —                 | —                 |                                                                                                   | —              |
| Good Times (come Wheels & Disco feat. Mighty Marvin)                       | 2009 | —                 | —                 | —                 | —                 | —                 | —                 | —                 | —                 | —                 |                                                                                                   | —              |
| Curves n' Corners (come Whelan & Di Scala)                                 | 2009 | —                 | —                 | —                 | —                 | —                 | —                 | —                 | —                 | —                 |                                                                                                   | —              |
| Virgil (come Whelan & Di Scala vs. Oliver Lang)                            | 2009 | —                 | —                 | —                 | —                 | —                 | —                 | —                 | —                 | —                 |                                                                                                   | —              |
| Persil (come Whelan & Di Scala vs. Oliver Lang)                            | 2009 | —                 | —                 | —                 | —                 | —                 | —                 | —                 | —                 | —                 |                                                                                                   | —              |
| Sun Shine Down (come Wheels & Disco feat. Mighty Marvin)                   | 2009 | —                 | —                 | —                 | —                 | —                 | —                 | —                 | —                 | —                 |                                                                                                   | —              |
| Cuba (come Whelan & Di Scala)                                              | 2009 | —                 | —                 | —                 | —                 | —                 | —                 | —                 | —                 | —                 |                                                                                                   | —              |
| Breath Away (come Whelan & Di Scala feat. Abigail Bailey)                  | 2009 | —                 | —                 | —                 | —                 | —                 | —                 | —                 | —                 | —                 |                                                                                                   | —              |
| Lexar (come Whelan & Di Scala)                                             | 2010 | —                 | —                 | —                 | —                 | —                 | —                 | —                 | —                 | —                 |                                                                                                   | —              |
| Achilles (come Whelan & Di Scala)                                          | 2010 | —                 | —                 | —                 | —                 | —                 | —                 | —                 | —                 | —                 |                                                                                                   | —              |
| Lose Control (come Mancini)                                                | 2010 | —                 | —                 | —                 | —                 | —                 | —                 | —                 | —                 | —                 |                                                                                                   | —              |
| Can You Dig It                                                             | 2010 | —                 | —                 | —                 | —                 | —                 | —                 | —                 | —                 | —                 |                                                                                                   | —              |
| Nimbus (come Whelan & Di Scala)                                            | 2010 | —                 | —                 | —                 | —                 | —                 | —                 | —                 | —                 | —                 |                                                                                                   | —              |
| Girl on Girl                                                               | 2011 | —                 | —                 | —                 | —                 | —                 | —                 | —                 | —                 | —                 |                                                                                                   | —              |
| The Fox" (come Whelan & Di Scala)                                          | 2012 | —                 | —                 | —                 | —                 | —                 | —                 | —                 | —                 | —                 |                                                                                                   | —              |
| Rubin (come Whelan & Di Scala)                                             | 2012 | —                 | —                 | —                 | —                 | —                 | —                 | —                 | —                 | —                 |                                                                                                   | —              |
| Here I Come (come Whelan & Di Scala con Sebastien Drums feat. Mitch Crown) | 2012 | —                 | —                 | —                 | —                 | —                 | —                 | —                 | —                 | —                 |                                                                                                   | —              |
| Open Up Your Heart (come Whelan & Di Scala feat. Eden)                     | 2013 | —                 | —                 | —                 | —                 | —                 | —                 | —                 | —                 | —                 |                                                                                                   | —              |
| Live for the Music (feat. Erire)                                           | 2013 | —                 | —                 | —                 | —                 | —                 | —                 | —                 | —                 | —                 |                                                                                                   | —              |
| Thanks for the Memories (come Whelan & Di Scala feat. Eden)                | 2013 | —                 | —                 | —                 | —                 | —                 | —                 | —                 | —                 | —                 |                                                                                                   | —              |
| Funky Express (come Whelan & Di Scala with Sebastien Drums)                | 2013 | —                 | —                 | —                 | —                 | —                 | —                 | —                 | —                 | —                 |                                                                                                   | —              |
| Rest of Your Life (come Whelan & Di Scala feat. Matthew Sleeper)           | 2014 | —                 | —                 | —                 | —                 | —                 | —                 | —                 | —                 | —                 |                                                                                                   | —              |
| The Act                                                                    | 2014 | —                 | —                 | —                 | 63                | —                 | —                 | —                 | —                 | —                 |                                                                                                   | —              |
| Sun Comes Up (feat. Jaxxon)                                                | 2014 | —                 | —                 | —                 | —                 | —                 | —                 | —                 | —                 | —                 |                                                                                                   | —              |
| Paradigm (feat. A*M*E)                                                     | 2015 | —                 | —                 | —                 | —                 | —                 | —                 | —                 | —                 | —                 |                                                                                                   | —              |
| Siren Song (feat. Eden)                                                    | 2015 | —                 | —                 | —                 | —                 | —                 | —                 | —                 | —                 | —                 |                                                                                                   | —              |
| Constellations                                                             | 2015 | —                 | —                 | —                 | —                 | —                 | —                 | —                 | —                 | —                 |                                                                                                   | —              |
| Paths (con Redondo)                                                        | 2016 | —                 | —                 | —                 | —                 | —                 | —                 | —                 | —                 | —                 |                                                                                                   | —              |
| Trip                                                                       | 2016 | —                 | —                 | —                 | —                 | —                 | —                 | —                 | —                 | —                 |                                                                                                   | —              |
| It Is What It Is                                                           | 2016 | —                 | —                 | —                 | —                 | —                 | —                 | —                 | —                 | —                 |                                                                                                   | —              |
| The Quad                                                                   | 2016 | —                 | —                 | —                 | —                 | —                 | —                 | —                 | —                 | —                 |                                                                                                   | —              |
| NYP2                                                                       | 2017 | —                 | —                 | —                 | —                 | —                 | —                 | —                 | —                 | —                 |                                                                                                   | —              |
| Cola (con Elderbrook)                                                      | 2017 | 18                | 3                 | 32                | 23                | 40                | 76                | 12                | 15                | 21                | - BPI: Disco di platino (x2) - ARIA: Disco di platino (x4) - BEA: Disco d'oro - BVMI: Disco d'oro | Dark Matter    |
| Bugged Out (con Audio Bullys)                                              | 2018 | —                 | —                 | —                 | —                 | —                 | —                 | —                 | —                 | —                 |                                                                                                   | —              |
| Panic Room (con Au/Ra)                                                     | 2018 | 30                | 5                 | —                 | 37                | —                 | —                 | 40                | 19                | 27                | - BPI: Disco di platino                                                                           | Dark Matter    |
| Dopamine Machine (con Ali Love)                                            | 2018 | —                 | —                 | —                 | —                 | —                 | —                 | —                 | —                 | —                 |                                                                                                   | —              |
| The Solution                                                               | 2018 | —                 | —                 | —                 | —                 | —                 | —                 | —                 | —                 | —                 |                                                                                                   | —              |
| Drop It                                                                    | 2018 | —                 | —                 | —                 | —                 | —                 | —                 | —                 | —                 | —                 |                                                                                                   | —              |
| Accelerator (con Solardo)                                                  | 2018 | —                 | —                 | —                 | —                 | —                 | —                 | —                 | —                 | —                 |                                                                                                   | —              |
| Breathe (con Cristoph feat. Jem Cooke)                                     | 2018 | 36                | 10                | —                 | 47                | —                 | —                 | 68                | 18                | 40                | - BPI: Disco di platino                                                                           | Dark Matter    |
| Kona / Liberation (con Alan Fitzpatrick)                                   | 2019 | —                 | —                 | —                 | —                 | —                 | —                 | —                 | —                 | —                 |                                                                                                   | —              |
| Be Someone (con Jake Bugg)                                                 | 2019 | 58                | 11                | —                 | 60                | —                 | —                 | 71                | 26                | 25                | - BPI: Disco d'argento                                                                            | Dark Matter    |
| Rabbit Hole (feat. Jem Cooke)                                              | 2019 | 81                | 13                | —                 | 58                | —                 | —                 | 80                | 30                | 23                | - BPI: Disco d'argento                                                                            | Dark Matter    |
| Freak (feat. Cari Golden)                                                  | 2020 | —                 | —                 | —                 | —                 | —                 | —                 | —                 | —                 | —                 |                                                                                                   | —              |
| For a Feeling (con Artbat feat. Rhodes)                                    | 2020 | —                 | —                 | —                 | 73                | —                 | —                 | —                 | —                 | —                 |                                                                                                   | Dark Matter    |
| Hypercolour (con Yannis Philippakis dei Foals)                             | 2020 | 77                | —                 | —                 | 65                | —                 | —                 | —                 | 39                | —                 |                                                                                                   | Dark Matter    |
| Witching Hour (con Will Easton)                                            | 2020 | —                 | —                 | —                 | —                 | —                 | —                 | —                 | —                 | —                 |                                                                                                   | Dark Matter    |
| Critical (con Green Velvet)                                                | 2021 | —                 | —                 | —                 | —                 | —                 | —                 | —                 | —                 | —                 |                                                                                                   | —              |
| The Future (con Rebūke)                                                    | 2021 | —                 | —                 | —                 | —                 | —                 | —                 | —                 | —                 | —                 |                                                                                                   | —              |
| Silenced (con Jem Cooke)                                                   | 2022 | —                 | —                 | —                 | —                 | —                 | —                 | —                 | —                 | —                 |                                                                                                   | Dark Matter    |
| Believe (con Mathame)                                                      | 2022 | —                 | —                 | —                 | —                 | —                 | —                 | —                 | —                 | —                 |                                                                                                   | —              |
| The Sign (con Anyma)                                                       | 2022 | —                 | —                 | —                 | —                 | —                 | —                 | —                 | —                 | —                 |                                                                                                   | Spiritual Milk |
| Your Mind (con Josh Gigante)                                               | 2023 | —                 | —                 | —                 | —                 | —                 | —                 | —                 | —                 | —                 |                                                                                                   | —              |
| Secrets (con Sub Focus, Rhodes e Culture Shock)                            | 2023 | —                 | —                 | —                 | —                 | —                 | —                 | —                 | —                 | —                 |                                                                                                   | Evolve         |
| Hope (con Max Milner)                                                      | 2023 | —                 | —                 | —                 | —                 | —                 | —                 | —                 | —                 | —                 |                                                                                                   | Spiritual Milk |
| Higher (con London Grammar)                                                | 2023 | —                 | —                 | —                 | —                 | —                 | —                 | —                 | —                 | —                 |                                                                                                   | Spiritual Milk |

### Remix
| Titolo                                                         | Anno | Artisti                                               |
| -------------------------------------------------------------- | ---- | ----------------------------------------------------- |
| Love Commandments (Love Commandments by the Bassline Hustlers) | 2004 | Gisele Jackson                                        |
| Lola's Theme (Lola Does High Society remix)                    | 2004 | Shapeshifters                                         |
| Venus (Venus by Men from Mars feat. Shocking Blue)             | 2004 | Shocking Blue                                         |
| Enjoy the Silence (All I Ever Wanted by Da Mode)               | 2004 | Depeche Mode                                          |
| Take Me Out (Take Me Out by Da Mode)                           | 2004 | Franz Ferdinand                                       |
| Rocker (Altered Egos by Da Mode)                               | 2004 | Alter Ego                                             |
| Waiting for You (Dave Whelan & Di Scala remix)                 | 2006 | Narcotic Thrust                                       |
| Exceeder (Whelan & Di Scala remix)                             | 2006 | Mason                                                 |
| Running Up That Hill (Boosh by Whelan & Di Scala)              | 2006 | Kate Bush                                             |
| Spaced (Spaced Out by Whelan & Di Scala)                       | 2006 | Lock & Burns                                          |
| I Feel Love (Whelan & Di Scala remix)                          | 2007 | Public Domain feat. Lucia Holm                        |
| Sugar (Sweet Thing) (Dave Whelan & Di Scala remix)             | 2007 | DYAD10                                                |
| Hit Girl (Whelan & Di Scala remix)                             | 2007 | Sébastien Léger                                       |
| I Wish U Would (Whelan & Di Scala remix)                       | 2007 | Martijn ten Velden                                    |
| Café del Mar (Whelan & Di Scala remix)                         | 2007 | Energy 52                                             |
| Da Funk (Funk by Wheels & Disco)                               | 2008 | Daft Punk                                             |
| Vamp (The Vamp by Whelan & Di Scala)                           | 2008 | Outlander                                             |
| The Real Thing (Whelan & Di Scala remix)                       | 2008 | Tony Di Bart                                          |
| Need in Me (Whelan & Di Scala remix)                           | 2008 | Danny Dove e Steve Smart feat. Amanda Wilson          |
| Work It Out (Whelan & Di Scala remix)                          | 2008 | DJ Disciple feat. Dawn Tallman                        |
| Your Ways (Whelan & Di Scala remix)                            | 2008 | E-Play                                                |
| Uninvited (Whelan & Di Scala remix)                            | 2008 | Freemasons feat. Bailey Tzuke                         |
| Disco's Revenge 2008 (Whelan & Di Scala remix)                 | 2008 | Gusto                                                 |
| Cruising (Whelan & Di Scala remix)                             | 2008 | Nalin &amp; Kane e Denis the Menace                   |
| I Know You're Gone (Whelan & Di Scala remix)                   | 2008 | Max Graham feat. Jessica Jacobs                       |
| No Stopping Us (Whelan & Di Scala remix)                       | 2008 | Kic Pimpz                                             |
| Rolex Sweep (Whelan & Di Scala remix)                          | 2008 | Skepta                                                |
| White Horse (Whelan & Di Scala remix)                          | 2008 | Sarah McLeod                                          |
| Never Enough (Whelan & Di Scala remix)                         | 2008 | Crystal Waters                                        |
| My Girl (Whelan & Di Scala remix)                              | 2008 | Jason Herd e Flashlight feat. Jason Heerah            |
| Times Like These (Whelan & Di Scala remix)                     | 2009 | Albin Myers                                           |
| All for a Dance (Whelan & Di Scala remix)                      | 2009 | Moonbeam                                              |
| Ride on Time (Black Sensation by Whelan & Di Scala)            | 2009 | Black Box                                             |
| Every Other Way (Whelan & Di Scala remix)                      | 2009 | BT                                                    |
| Keep on Jumpin' (Whelan & Di Scala remix)                      | 2010 | Stefy De Cicco feat. Tom Stone                        |
| In and Out of Love (Whelan & Di Scala remix)                   | 2010 | Armin van Buuren feat. Sharon den Adel                |
| Old Skool Generation (Whelan & Di Scala remix)                 | 2010 | Tommy Vee e Mauro Ferrucci                            |
| We No Speak Americano (Whelan & Di Scala remix)                | 2010 | Yolanda Be Cool e DCUP                                |
| Faceless (Whelan & Di Scala remix)                             | 2010 | Kevin Andrews e Felix Baumgartner                     |
| Louder (Put Your Hands Up) (Whelan & Di Scala remix)           | 2010 | Chris Willis                                          |
| Special One (Whelan & Di Scala remix)                          | 2010 | Ginger Woz Red e Sasha Solette                        |
| Kuraitani (Whelan & Di Scala remix)                            | 2010 | Dean Newton                                           |
| Porto Alegre (Whelan & Di Scala remix)                         | 2010 | Lishious e Antonio Carnicero                          |
| I'm Alive (Whelan & Di Scala remix)                            | 2010 | Don Fardon                                            |
| My Feelings for You (Whelan & Di Scala remix)                  | 2010 | Avicii e Sebastien Drums                              |
| Street Dancer (Whelan & Di Scala remix)                        | 2011 | Avicii                                                |
| Shine (Whelan & Di Scala remix)                                | 2011 | Alisa                                                 |
| In the Cloud (Whelan & Di Scala remix)                         | 2011 | CeCe Rogers feat. Serena                              |
| Sharing (Whelan & Di Scala remix)                              | 2011 | Tommy Vee, Mauro Ferrucci e Luca Guerrieri            |
| Give It to Me (Whelan & Di Scala remix)                        | 2011 | Those Usual Suspects feat. Jay Sebag                  |
| Fly Again (Whelan & Di Scala remix)                            | 2012 | Sebastien Drums feat. Mitch Crown                     |
| Cosmopolitan (CamelPhat remix)                                 | 2012 | Marc Poppcke                                          |
| We Could Be One (Whelan & Di Scala remix)                      | 2012 | Dirty Laundry                                         |
| Amnesia (Whelan & Di Scala remix)                              | 2012 | Ian Carey & Rosette feat. Timbaland & Brasco          |
| Make You Feel (Oliver Lang & Whelan & Di Scala remix)          | 2012 | Dada & Mat Frost                                      |
| My Religion (Oliver Lang & Whelan & Di Scala remix)            | 2012 | Sonikross feat. Sara K                                |
| Fox & Koi (Whelan & Di Scala remix)                            | 2012 | Global Experience                                     |
| Abash (Sebastien Drums & Whelan & Di Scala remix)              | 2012 | Rob Adans                                             |
| Let's Go All In (Whelan & Di Scala remix)                      | 2012 | Bobby Vena & Andy Murphy feat. Livingstone            |
| Restless (CamelPhat remix)                                     | 2013 | D. Ramirez e Cevin Fisher                             |
| Strutt (CamelPhat remix)                                       | 2014 | Kydus                                                 |
| In Stereo (CamelPhat remix)                                    | 2014 | Flip Flop feat. Faith Trent                           |
| Parachute (CamelPhat remix)                                    | 2014 | Otto Knows                                            |
| Special (CamelPhat remix)                                      | 2014 | Billon feat. Maxine Ashley                            |
| Dancing in the Dark (CamelPhat remix)                          | 2015 | 4Tune500                                              |
| Wurd (CamelPhat remix)                                         | 2015 | Robosonic feat. Stag                                  |
| Younger (CamelPhat remix)                                      | 2015 | Seinabo Sey                                           |
| Stronger (CamelPhat dark dub remix)                            | 2015 | Clean Bandit                                          |
| Better Love (CamelPhat remix)                                  | 2015 | Foxes                                                 |
| Creeper (CamelPhat remix)                                      | 2016 | Alex Metric                                           |
| Dancing Makes Us Brave (CamelPhat remix)                       | 2016 | Nimmo                                                 |
| Moments (CamelPhat remix)                                      | 2016 | Kidnap feat. Leo Stannard                             |
| Give Up the Ghost (CamelPhat remix)                            | 2016 | Ariana and the Rose                                   |
| Wolliner (CamelPhat remix)                                     | 2016 | Erik Hagleton                                         |
| Strings (CamelPhat remix)                                      | 2016 | Illyus &amp; Barrientos                               |
| Warehouse (CamelPhat remix)                                    | 2016 | Fat Sushi                                             |
| My Love 4 U (CamelPhat remix)                                  | 2016 | MK feat. A*M*E                                        |
| Hell in Paradise 2016 (CamelPhat remix)                        | 2016 | ONO                                                   |
| Reach for Me (CamelPhat remix)                                 | 2017 | Mark Jenkyns feat. Mizbee                             |
| Hulk (CamelPhat remix)                                         | 2017 | DJ Wady e Patrick M                                   |
| Please Don't Play (CamelPhat remix)                            | 2017 | James Curd e Diz                                      |
| Say Nothing (CamelPhat remix)                                  | 2017 | MUTO feat. Emerson Leif                               |
| Right Here, Right Now (CamelPhat remix)                        | 2018 | Fatboy Slim                                           |
| These Days (CamelPhat remix)                                   | 2018 | Rudimental feat. Jess Glynne, Macklemore e Dan Caplen |
| Boys in da Hood (CamelPhat remix)                              | 2018 | Wade                                                  |
| Hang Up Your Hang Ups (The Only One) (CamelPhat remix)         | 2018 | Paul Woolford feat. Kim English                       |
| Crawl (CamelPhat remix)                                        | 2018 | Lee Foss feat. SPNCR e Mal Rainey                     |
| Piece of Me (CamelPhat remix)                                  | 2018 | MK e Becky Hill                                       |
| Coup de Grace (CamelPhat remix)                                | 2019 | Miles Kane                                            |
| I'm Not Alone 2019 (CamelPhat remix)                           | 2019 | Calvin Harris                                         |
| Days Go By (CamelPhat remix)                                   | 2019 | Dirty Vegas                                           |
| Lose Your Head (CamelPhat remix)                               | 2021 | London Grammar                                        |
| Best of Me (CamelPhat remix)                                   | 2021 | Artbat and Sailor & I                                 |
| Warning Signs (CamelPhat remix)                                | 2021 | Alan Fitzpatrick and Lawrence Hart                    |
| Float Away (CamelPhat remix)                                   | 2021 | Yousef and The Angel                                  |
| Distorted Light Beam (CamelPhat remix)                         | 2021 | Bastille                                              |
| Tighter (CamelPhat remix)                                      | 2021 | Hosh feat. Jalja                                      |
| Magic Me (CamelPhat remix)                                     | 2022 | Eldon                                                 |
| Night After Night (CamelPhat remix)                            | 2023 | Fideles                                               |